# Trabzon (prowincja)
Prowincja Trabzon (tur. Trabzon Ili) – jednostka administracyjna w Turcji, położona na wybrzeżu Morza Czarnego w historycznej krainie Pont. W latach 1204–1462 obszar ten należał do Cesarstwa Trapezuntu. Do I wojny światowej był zamieszkany przez prawosławnych Greków i innych chrześcijan, którzy w latach 1917–1921 utworzyli niezależną Republikę Pontyjską.

## Dystrykty
Prowincja Trabzon dzieli się na 18 dystryktów:
| - Akçaabat - Araklı - Arsin - Beşikdüzü - Çarşıbaşı - Çaykara - Dernekpazarı - Düzköy - Hayrat | - Köprübaşı - Maçka - Of - Şalpazarı - Sürmene - Tonya - Trabzon (od 2013 r. – pod nazwą Ortahisar) - Vakfıkebir - Yomra |